# انفجار ۲۰۲۱ عکار
در پی انفجار یک تانکر سوخت در ۱۵ اوت ۲۰۲۱ در تلیل، شهرستان عکار، لبنان، دست کم ۲۸ نفر کشته و ۷۹ نفر زخمی شدند. بر اساس گزارش‌ها بحران نقدینگی لبنان باعث تشدید اثرات این فاجعه شد؛ در این بحران، ارزش پوند لبنان به شدت کاهش یافته و کشور با کمبود سوخت مواجه شده بود.
نجات یافتگان توسط صلیب سرخ لبنان از محدودهٔ حادثه تخلیه شدند.
ارتش لبنان در واکنش به این رویداد تحقیقاتی را در مورد آن آغاز کرد. تانکر سوخت حادثه‌دیده توسط نیروهای مسلح لبنان از بازاریان سیاه مصادره شده بود؛ پس از آن سوخت توسط مردم محلی توزیع/خریداری شده بود. پسر مردی که تانکر سوخت در زمین او قرار داشت، بعداً به اتهام ایجاد انفجار عمدی دستگیر شد.